# Fadren (film, 1912)
Fadren är en svensk stumfilm från 1912 i regi av Anna Hoffman-Uddgren, baserad på August Strindbergs pjäs Fadren från 1887. I huvudrollerna som Ryttmästaren och hans hustru syns August Falck och Karin Alexandersson. Fadren är den enda bevarade filmen regisserad av Hoffman-Uddgren.

## Om filmen
Gustaf Uddgren tillfrågade i september 1911 August Strindberg om man fick tillåtelse att filmatisera några av hans verk, och fick per telegram svaret: "Var så god att kinematografera så mycket ni vill af min dramatik." Genast bestämde sig Uddgren och hans fru Anna Hoffman-Uddgren för att filmatisera Intima Teaterns mest uppmärksammade pjäser, Fröken Julie och Fadren. Man använde sig i huvudsak av samma skådespelare som spelat pjäserna vid Intima Teatern. Fröken Julie, som inte är bevarad i dag, spelades in först. Därefter gav man sig i kast med Fadren, som spelades in på Gröna Lund-teatern i oktober 1911.
Medan man till Fröken Julie gjorde vissa förändringar i pjäsen för att bättre anpassa den till filmmediet var Fadren mer av filmad teater, möjligen på initiativ av August Falck, som hade lovordats för rollen som Ryttmästaren i teaterföreställningen. Hela handlingen försiggår i ett enda rum med minimal kameraföring, förutom Ryttmästarens resa med häst och vagn till postkontoret. Såväl exteriör- som interiörscenerna filmades utomhus, något som avslöjas av skådespelarnas andedräkter när de spelar i salongen. Hoffman-Uddgren skrev senare:
| ” | Fadren [...] vart inte alls vad den kunde ha blivit, endast därför att teatersujetterna ansågo sig för 'höga' för att lyssna till vad filmregissören anhöll att de skulle göra. | „ |

Fadren blev Hoffman-Uddgrens och Orientaliska Teaterns sista film, eftersom företagets chef N.P. Nilsson avled inte långt efter premiären. Charles Magnusson tog över, och beslöt att i stället satsa på de nyrekryterade förmågorna Mauritz Stiller och Victor Sjöström. Hoffman-Uddgren drog sig då tillbaka från filmen och ägnade sig helt åt familjen.

## Rollista
- August Falck – Adolf, ryttmästaren
- Karin Alexandersson – Laura, hans hustru
- Renée Björling – Bertha, deras dotter
- Johan Ljungquist – A. Östermark, hospitalsläkare
- Konstantin Axelsson – pastorn
- Karin Thorén – Margret, amman
- John Blom – Nöjd, kalfaktor